# Набиев, Рашид Набиевич
Рашид Набиевич Набиев (10 мая 1912, Самаркандская область — 8 июня 1985, Ташкент) — видный таджикский советский учёный-историк, член-корреспондент АН УзССР (1952), доктор исторических наук, крупный специалист по истории феодального строя в Средней Азии, автор крупных публикаций.

## Биография
Родился 10 мая 1912 года в Самаркандском районе Самаркандской области.
После окончания Ферганского педагогического института (ныне Ферганский государственный университет) и аспирантуры Узбекского государственного университета (ныне Самаркандский государственный университет) работал научным сотрудником в Комитете наук при СНК УзССР, затем в Узбекском филиале АН СССР. В годы Второй мировой войны ушёл добровольцем во фронт.
После демобилизации работал заведующим сектором и директором Института истории и археологии АН УзССР. С 1952 года Р. Н. Набиев — председатель Отделения гуманитарных наук. Затем работал заведующим сектором новой истории и старшим научным сотрудником Института востоковедения имени Беруни АН УзССР. В 1952 году был избран членом-корреспондентом АН УзССР.
Р. Н. Набиев известен как крупный специалист по истории феодального строя в Средней Азии, автор крупных публикаций. Под его редакции изданы исследования и переводы памятников письменности средневековой Средней Азии. Он принимал участие в издании многотомной «Истории СССР», «Истории народов Узбекистана», «Истории УзССР», «Истории Самарканда». «Очерков истории исторической науки», вёл педагогическую работу в вузах, принимал активное участие в подготовке научных кадров.
Скончался 8 июня 1985 года, после продолжительной болезни.